# Cymatura orientalis
Cymatura orientalis är en skalbaggsart som först beskrevs av Stefan von Breuning 1968.  Cymatura orientalis ingår i släktet Cymatura och familjen långhorningar. Inga underarter finns listade i Catalogue of Life.